# NGC 4145
NGC 4145 est une galaxie spirale intermédiaire relativement rapprochée et située dans la constellation des Chiens de chasse. NGC 4145 a été découverte par l'astronome germano-britannique William Herschel en 1787.

## Caractéristiques
La classe de luminosité de NGC 4145 est IV et elle présente une large raie HI. Elle renferme également des régions d'hydrogène ionisé. C'est aussi une galaxie LINER, c'est-à-dire une galaxie dont le noyau présente un spectre d'émission caractérisé par de larges raies d'atomes faiblement ionisés.

### Distance
Sa vitesse par rapport au fond diffus cosmologique est de 1 254 ± 17 km/s, ce qui correspond à une distance de Hubble de 18,49 ± 1,32 Mpc (∼60,3 millions d'al).
À ce jour, 18 mesures non basées sur le décalage vers le rouge (redshift) donnent une distance de 15,658 ± 4,941 Mpc (∼51,1 millions d'al), ce qui est à l'intérieur des valeurs de la distance de Hubble. Cependant, cette galaxie est relativement rapprochée du Groupe local. On obtient souvent des distances assez différentes pour les galaxies rapprochées en se basant sur le décalage en raison du mouvement propre de ces galaxies dans le groupe où l'amas où elles sont situées. Notons que c'est avec la valeur moyenne des mesures indépendantes, lorsqu'elles existent, que la base de données NASA/IPAC calcule le diamètre d'une galaxie.

### Brillance de surface
En raison d'une brillance de surface égale à 14,76 mag/am2, on peut qualifier NGC 4145 de galaxie à faible brillance de surface (LSB en anglais pour low surface brightness). Les galaxies LSB sont des galaxies diffuses (D) avec une brillance de surface inférieure de moins d'une magnitude à celle du ciel nocturne ambiant.

## Morphologie

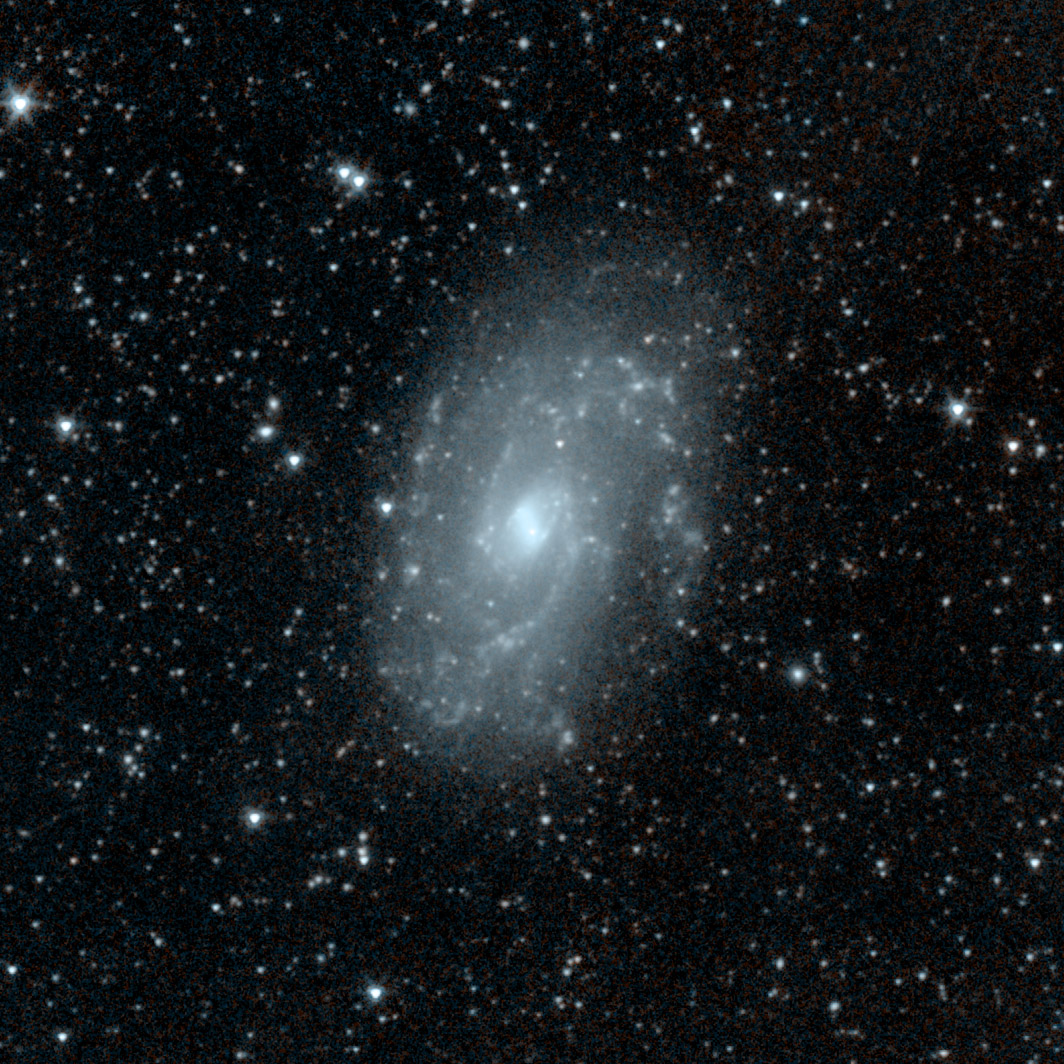
NGC 4145 en infrarouge par le télescope spatial Spitzer.

NGC 4145 a été utilisée par Gérard de Vaucouleurs comme une galaxie de type morphologique SAB(rs)d dans son atlas des galaxies,.
Eskridge, Frogel et Pogge ont publié un article en 2002 décrivant la morphologie de 205 galaxies spirales ou lenticulaires rapprochées. Les observations ont été réalisées dans la bande H de l'infrarouge et dans la bande B (le bleu). Selon Eskridge et ses collègues, NGC 4145 est de type SAB(r)c dans la bande B et SBc dans la bande H. Une étoile de premier plan de la Voie lactée ou encore un source nucléaire décalée est à l'extrémité d'une barre diffuse. Si c'est une étoile, NGC 4145 n'a pas de noyau. La barre est encastrée dans un vaste bulbe elliptique. L'angle de position de bulbe est incliné d'environ 45° par rapport à celui de la barre. Des bras spiraux émergent des extrémités du bulbe à un angle très aigu. Ces bras sont diffus et filamenteux, mais ils sont visible sur ~270° avant de s'estomper dans le ciel. Le disque externe renferme de nombreux nœuds de formation d'étoiles.

## Paire de galaxies
Selon Abraham Mahtessian, NGC 4145 et NGC 4151 forment une paire de galaxies ce qui est vraisemblable car leur distance respective sont toutes deux de 60 millions d'années-lumière.